# Středověké nástěnné malby na Slovensku
Středověké nástěnné malby tvoří zvláštní skupinu v památkovém fondu Slovenské republiky. Do tohoto souboru byly zahrnuty nástěnné malby v 35 sakrálních objektech různých církevních denominací z celého území Slovenské republiky. 
V tomto souboru nefigurují malby v objektech, které byly národními kulturními památkami vyhlášeny dříve (například Kostel Svatého Ducha v Žehře).
Národní kulturní památkou byl tento soubor vyhlášen nařízením vlády číslo 299/1991 Sb. ze dne 11. června 1991 a vstoupilo v platnost 1. srpna 1991.
Toto nařízení vlády bylo zrušeno zákonem 49/2002 Sb o ochraně památkového fondu. Podle paragrafu 45 tohoto zákona však kulturní památky a národní kulturní památky zapsané v Ústředním seznamu kulturních památek Slovenské republiky podle dřívějších právních předpisů se považují za národní kulturní památky podle tohoto zákona. 

## Seznam lokalit

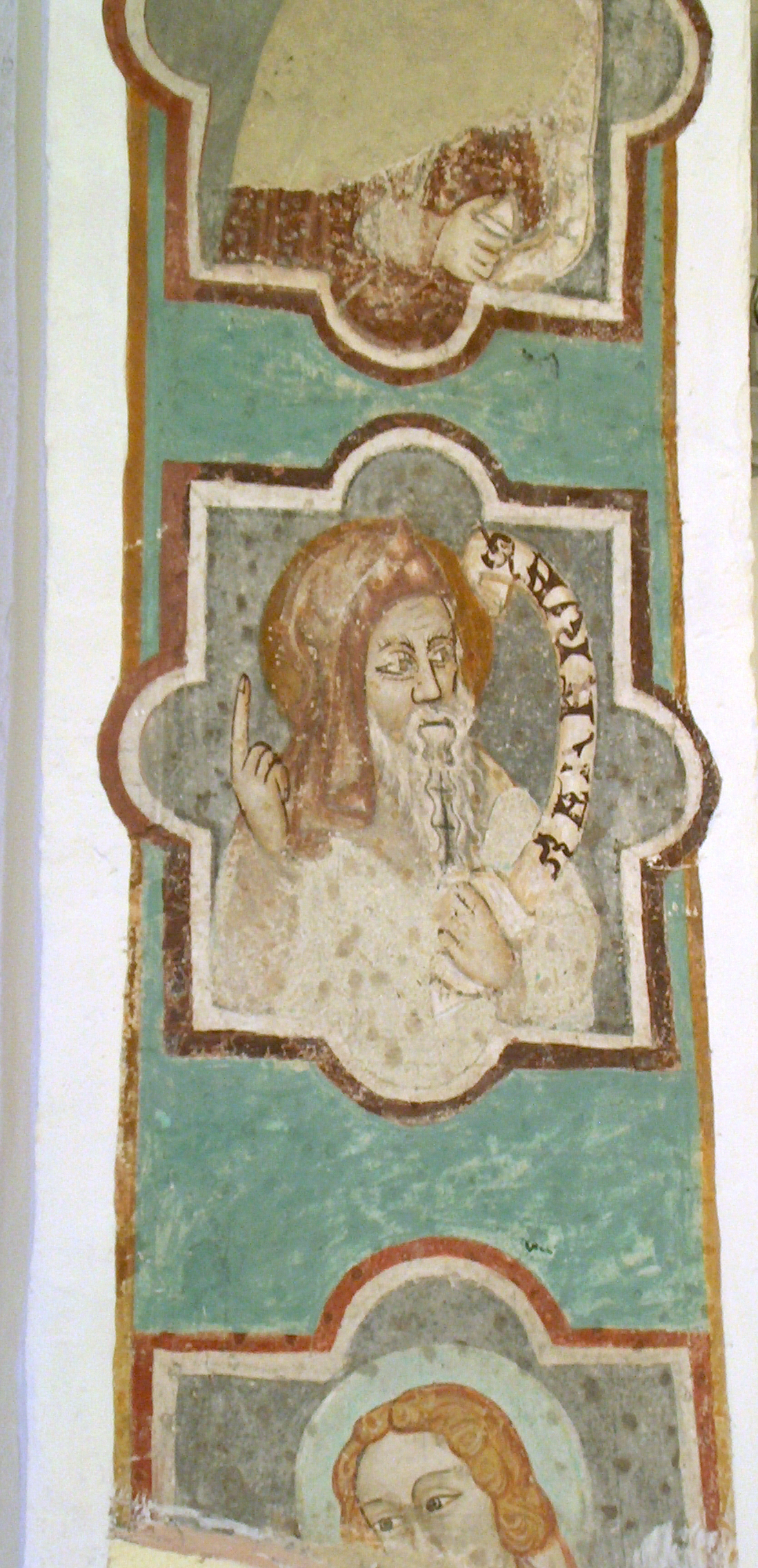
Freska v necpalském kostele svatého Ladislava

1. Batizovce: římskokatolický  kostel Všech svatých (Batizovce)
2. Bijacovce: římskokatolický kostel Všech svatých (Bijacovce)
3. Čečejovce: Kostel Křesťanské reformované církve (Čečejovce)
4. Čerín: římskokatolický kostel sv. Martina (Čerín)
5. Dechtice: římskokatolický kostel Všech svatých (Dechtice)
6. Dravce: římskokatolický kostel sv. Alžběty (Dravce okres Levice)
7. Chyžné: římskokatolický kostel Zvěstování Panně (Chyžné)
8. Koceľovce. evangelický kostel (Koceľovce)
9. Kraskovo evangelický kostel (Kraskovo)
10. Kyjatice: evangelický kostel (Kyjatice)
11. Leles: Kaple (Leles) při římskokatolickém kostele Nalezení sv. Kříže
12. Levoča: římskokatolický kostel sv. Ladislava (Levoča) a minoritský klášter
13. Liptovský Ondrej: římskokatolický kostel sv. Ondřeje (Liptovský Ondrej)
14. Ludrová: římskokatolický kostel Všech svatých (Ludrová)
15. Ľuboreč: evangelický kostel (Ľuboreč)
16. Martin: římskokatolický Kostel svatého Martina (Martin)
17. Necpaly: římskokatolický Kostel svatého Ladislava (Necpaly)
18. Ochtiná: evangelický kostel (Ochtiná)
19. Plešivec: Kostel Křesťanské reformované církve v Plešivci
20. Podolínec: římskokatolický kostel Nanebevzetí Panny Marie (Podolínec)
21. Poniky: římskokatolický kostel sv. Františka Serafínskeho (Poniky)
22. Poruba: římskokatolický kostel sv. Mikuláše biskupa (Poruba okres Prievidza)
23. Rákoš: římskokatolický kostel Nejsvětější Trojice (Rákoš okres Revúca)
24. Rimavská Baňa: evangelický kostel (Nová Baňa)
25. Rimavské Brezovo: evangelický kostel(Rimavské Brezovo)
26. Sazdice: římskokatolický kostel sv. Mikuláše biskupa (Sazdice)
27. Smrečany: římskokatolický kostel Očišťování Panny Marie(Smrečany)
28. Stará Halič: římskokatolický kostel sv. Juraje (Stará Halič)
29. Svinice: Kostel Křesťanské reformované církve[p 1]
30. Šamorín: Kostel Křesťanské reformované církve (Šamorín)
31. Šivetice: římskokatolický kostel sv. Margity (Šivetice)
32. Švábovce: římskokatolický kostel sv. Filipa a Jakuba (Švábovce)
33. Veľká Lomnica: římskokatolický kostel sv. Kateřiny (Veľká Lomnica)
34. Zolná: římskokatolický kostel sv. Matěje apoštola (Zolná)
35. Želiezovce: římskokatolický kostel sv. Jakuba (Želiezovce)